# Capital MetroRail

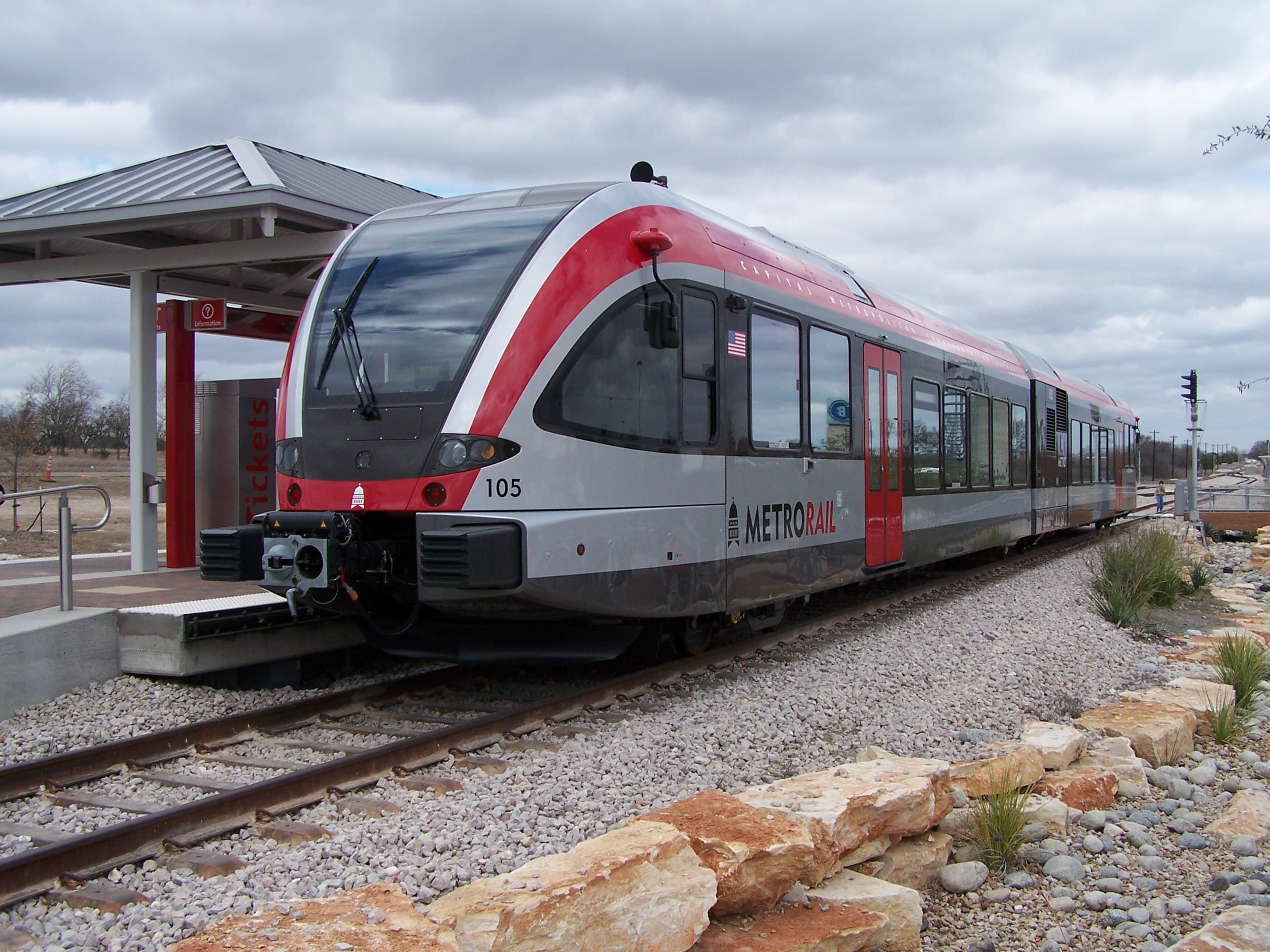
Поезд на станции Leander

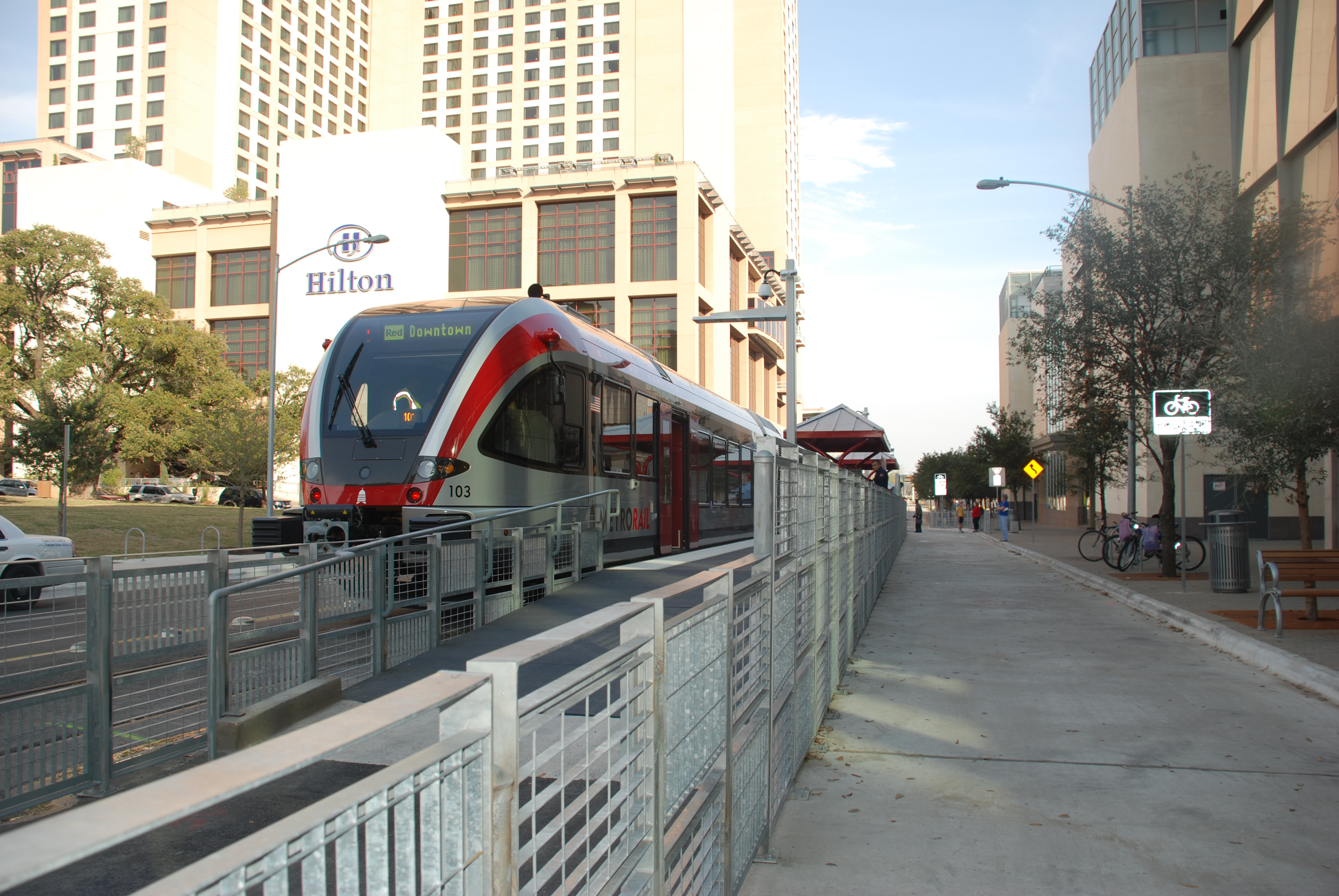
Конечная станция Downtown в центре Остина

Capital MetroRail — система пригородного железнодорожного сообщения в Остине (Техас, США). Система состоит из одной линии длиной 51,5 км (32 мили). Capital MetroRail является собственностью оператора общественного транспорта  Capital Metropolitan Transportation Authority (который также эксплуатирует городские автобусы Остина).

## История
Решение об организации пригородного железнодорожного сообщения было принято в 2004 году. Открытие системы было первоначально запланировано на 30 марта 2009 года, но из-за проблем с безопасностью и задержками строительства сдача системы в эксплуатацию была отложена на год. Открытие состоялось 22 марта 2010 года.

## Описание системы
Сеть Capital MetroRail состоит из одной линии протяжённостью 51,5 км. Линия неэлектрифицированная, ширина колеи стандартная (1435 мм). Большая часть линии приходится на уже существовавшие ранее грузовые железнодорожные линии, но в центре Остина линия проходит по улицам, что приближает её к системам типа трамвай-поезд.
На лини имеется девять станций:
- Leander Station and Park & Ride
- Lakeline Station and Park & Ride
- Howard Station and Park & Ride
- Burnet/Kramer Station
- Crestview Station
- Highland Station
- MLK, Jr. Station
- Plaza Saltillo Station
- Downtown/Convention Center Station

## Подвижной состав
В сентябре 2005 года фирма Stadler Rail выиграла конкурс на поставку подвижного состава для Capital MetroRail.
Подвижной состав Capital MetroRail — шесть дизель-поездов типа GTW производства Stadler Rail. Поезда рассчитаны на 200 пассажиров (108 сидячих мест и 92 стоячих) и доступны для людей с ограниченной подвижностью, в том числе пользующихся инвалидной коляской.